# Biobot
Un biobot o bio-bot es un tipo de robot cuyo diseño está inspirado en la naturaleza, principalmente en animales. Esencialmente son insectos que llevan acoplada tecnología robótica con la que pueden recopilar información sobre el entorno. En determinada ideología científica son considerados como una tercera clase de materia animada: ni son robots ni son estrictamente materia orgánica.

## Antecedentes
En el año 2014, ingenieros de la Universidad de Illinois mostraron los primeros biobots capaces de desplazarse impulsados por células musculares y controlados con impulsos eléctricos.
A finales de 2014 unos biobots con forma de cucaracha detectan los movimientos y gemidos de personas atrapadas en un terremoto para que los equipos de rescate puedan localizarlas siguiendo la fuente del sonido.
En 2016, científicos norteamericanos desarrollaron biobots capaces de moverse activados mediante impulsos de luz.

## Avances
En enero de 2020 científicos estadounidenses presentaron los primeros biobots reprogramables, llamados xenobots, construidos a partir de células de rana.